# Tolmatxovo (Sverdlovsk)
|  | Per a altres significats, vegeu «Tolmatxovo». |

Tolmatxovo (en rus: Толмачёво) és un poble de l'óblast de Sverdlovsk, a Rússia, segons el cens del 2010 tenia 475 habitants.